# Błudykalnia
Błudykalnia (lit. Blūdikalnis) − wieś na Litwie, w rejonie wileńskim, 4 km na południe od Bezdanów, zamieszkana przez 4 ludzi. Przed II wojną światową w Polsce, w powiecie wileńsko-trockim województwa wileńskiego.